# Gambela-Nationalpark
Der Gambela-Nationalpark ist ein in der Region Gambela des westlichen Tieflands Äthiopiens an der Grenze zu Sudan gelegener Nationalpark. Er weist eine Fläche von 5.061 km² auf und wurde ursprünglich unter Schutz gestellt, um ein ausgedehntes Sumpfgebiet mit seiner für Äthiopien besonderen Tierwelt zu schützen. Er weist daher neben den für Äthiopien typischen Savannen auch Überschwemmungsgebiete, flussbegleitende Wälder und langsam fließende Gewässer auf und wurde von den Völkern der Nuer und der Anuak besiedelt.

## Tierwelt
Zu den häufiger vorkommenden Säugetieren gehören Elefant, Kaffernbüffel, Giraffe, Topi, Wasserböcke, Steppenzebra, Weißohr-Kob, Pferdeantilope, Weißnacken-Moorantilope und Warzenschwein. In den Flüssen sind Flusspferd und Nilkrokodil anzutreffen.
Außerdem wurden über 300 Vogelarten im Park registriert. Davon gelten Schuhschnabel, Grünstirnspint, Rotkopf-Cistensänger, Fuchs-Cistensänger, Basrah-Rohrsänger, Graukappen-Eremomela, Gambagaschnäpper, Braunwangenmahali, Buschsperling, Auroraastrild, Larvenamarant, Grauastrild und Langschwanz-Paradieswitwe als selten oder bedroht. Aufgrund der Bedeutung für die Vogelwelt ist der Park als Important Bird Area eingestuft worden.

## Gefährdung
Der Park wurde zwar bereits 1973 unter Schutz gestellt, es fehlt aber an effektiven Maßnahmen, um diesen Schutz auch durchzusetzen. Beeinträchtigungen ergeben sich u. a. daraus, dass das Gebiet von Baumwollplantagen und Flüchtlingscamps der vor dem Bürgerkrieg geflohenen Südsudanesen umgeben ist. Das flächenmäßig größte Schutzgebiet des Landes ist durch neue Siedlungen, die Jagd nach Wildfleisch und die Anlage von Feldern und Viehweiden durch Brandrodung von nilotischen Völkern ebenso bedroht wie der gegenüber in Sudan gelegene Boma-Nationalpark.